# Estação Ferroviária de Praias-Sado

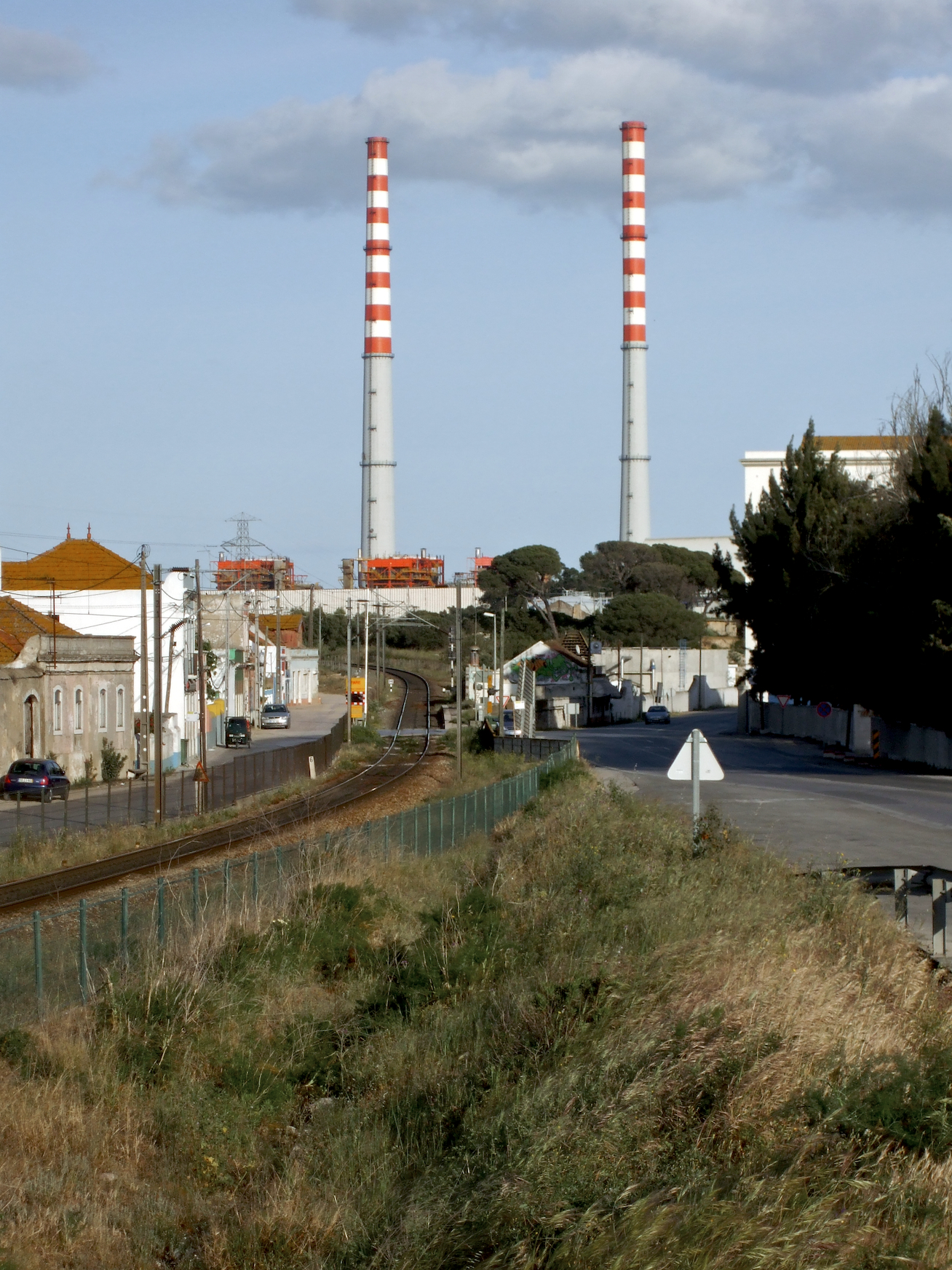
Aproximação a Praias-Sado, junto ao apeadeiro desativado de Cachofarra.

A Estação Ferroviária de Praias-Sado, também conhecida como Praias do Sado, é uma gare da Linha do Sul, que se situa no concelho de Setúbal, em Portugal.

## Descrição

### Caraterização física
O edifício de passageiros situa-se do lado sudeste da via (lado direito do sentido ascendente, para Faro). Em Janeiro de 2011, contava com cinco vias de circulação, com 460 a 183 m de comprimento; as plataformas tinham 40 a 90 cm de altura, e apresentavam 105 a 151 m de comprimento. Nesta estação inserem-se na rede ferroviária os ramais particulares da Somincor, Sapec, Portucel, e E.D.P..

## História
Esta interface insere-se no troço entre Setúbal e Alcácer do Sal, que entrou ao serviço em 25 de Maio de 1920.